# Arguisuelas
Arguisuelas es un municipio y localidad española de la provincia de Cuenca, en la comunidad autónoma de Castilla-La Mancha. El término municipal, ubicado en la comarca de la Serranía Baja, tiene una población de 129 habitantes (INE 2024).

## Geografía
Se encuentra a 50 km de Cuenca. Las poblaciones más próximas son Carboneras de Guadazaón a 7 km y Monteagudo de las Salinas a 9 km. Está situado a unos 1019 m sobre el nivel del mar.

## Historia
A mediados del siglo XIX, el lugar contaba con una población censada de 342 habitantes. La localidad aparece descrita en el segundo volumen del Diccionario geográfico-estadístico-histórico de España y sus posesiones de Ultramar de Pascual Madoz de la siguiente manera:

ARGUISUELAS: l. con ayunt. en la prov., adm, de rent. y dióc de Cuenca (7 leg.), part. jud. de Cañete (6), aud terr. de Albacete (14), c. g. de Castilla la Nueva (Madrid 27 1/2): sit. sobre una loma de poca altura á la orilla del r. Guadacaon, con 80 casas medianamente construidas, sin incluir la de ayunt., cárcel y pósito: la igl., que nada tiene de notable, es anejo de la parr. de Monteagudo, y está servida por 1 teniente: el térm. confina por N. con el de Carboneras, E. con el de Cardenete, S. con el de Almodovar del Pinar y O. con el de Reillo; las tierras que comprende en cultivo se estienden á 2,000 fan., que producen el 5 por 1: las incultas están destinadas á pastos, prados con algún arbolado, y bosques de maleza: lo atraviesa de N. á S. el r. Guadacaon, y los caminos son de herradura de pueblo á pueblo: prod. triga, centeno, avena y ganados: pobl. 86 vec., 342 hab. dedicados á la agricultura y ganadería: existen 3 tejedores de lienzos, 1 husero, 2 sastres y zapatero: cap. prod. 905,640 rs.: imp. 45,282 rs.; importan los consumos 2,000 rs.. El presupuesto municipal asciende á 5,500 rs., que se cubren con los prod. de un horno y tierras de propios.
(Madoz, 1845, p. 555)

## Demografía
Arguisuelas cuenta con una población de 129 habitantes (INE 2024).
| Gráfica de evolución demográfica de Arguisuelas entre 1842 y 2021                                                   |
| |
| Población de derecho según los censos de población del INE Población de hecho según los censos de población del INE |

## Administración
| Periodo   | Nombre                        | Partido |
| --------- | ----------------------------- | ------- |
| 1979-1983 | -                             | -       |
| 1983-1987 | -                             | -       |
| 1987-1991 | -                             | -       |
| 1991-1995 | Pedro Eduardo Parra Chumillas | CDS     |
| 1995-1999 | Francisco Javier Gil Gil      | PSOE    |
| 1999-2003 | Jaime Carralero Lorente       | PP      |
| 2003-2007 | Ángela Velasco López          | PSOE    |
| 2007-2011 | Mª del Rosario Nohales López  | PSOE    |
| 2011-2015 | Ángela Velasco López          | PSOE    |
| 2015-2019 | Jaime Carralero Gil           | PSOE    |
| 2019-2023 | Daniel García Rebollo         | PP      |
| 2023-act. | Daniel García Rebollo         | PP      |

ELECCIONES MUNICIPALES 2023
El Partido Popular consigue 4 concejales (71,30% de los votos). Unidas Podemos-Izquierda Unida mantiene el único concejal logrado en 2019 (18,10%). El PSOE no consigue ningún acta de concejal, al recibir 8 votos el único candidato que presentaba.

## Patrimonio histórico-artístico

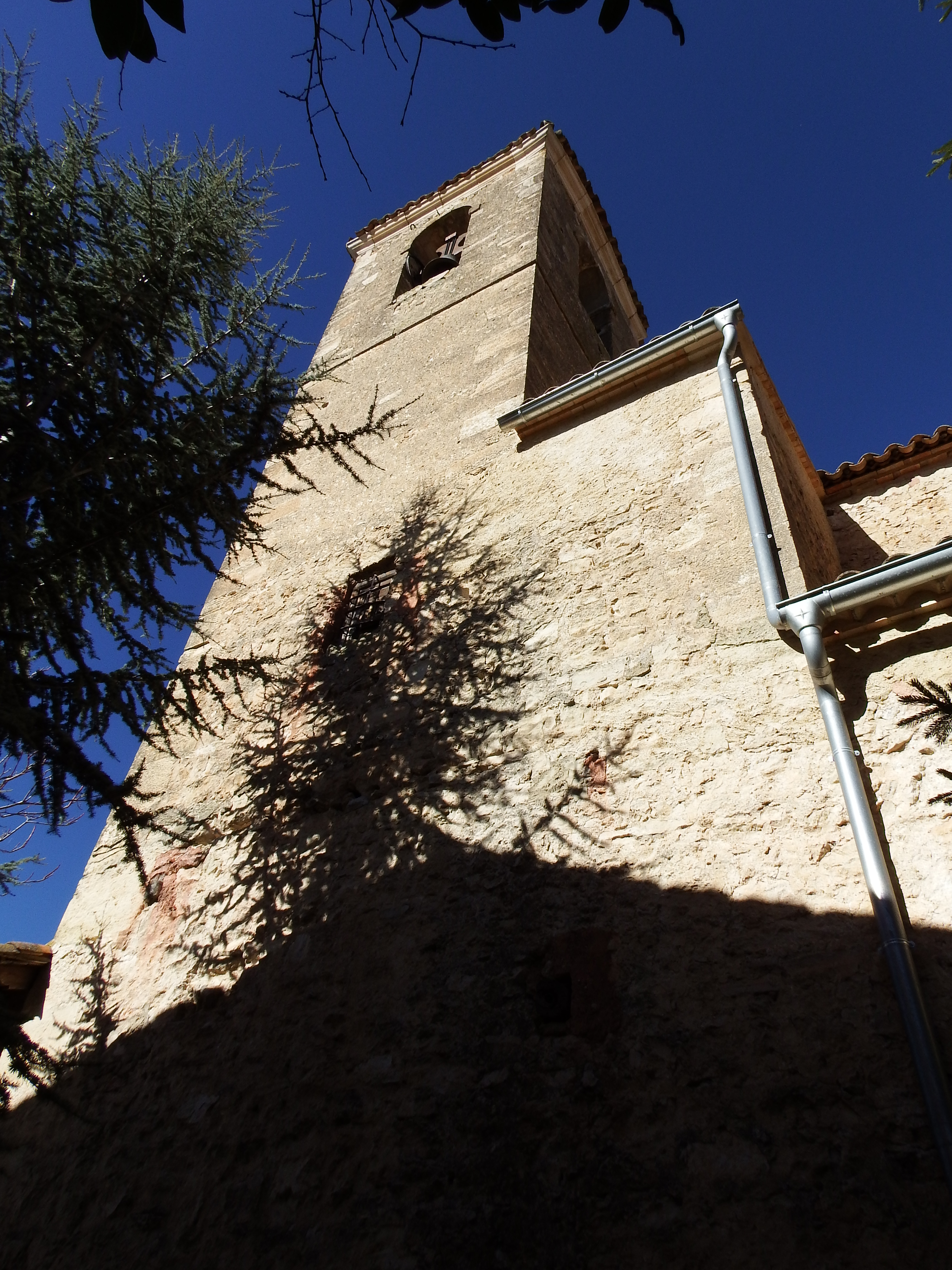
Iglesia en Arguisuelas

- La iglesia parroquial de San Lorenzo es un edificio de estilo neoclásico. Su portada contiene un arco de medio punto, cegado por mampostería encalada. También tiene una torre asimismo de mampostería con esquinales de sillería. En el interior, su nave es de brazos muy cortos, prolongándose el de la derecha para formar una capilla con cúpula. La nave central es una bóveda de cañón con lunetos y el centro del crucero lo cubre una cúpula sobre arcos torales. Destaca el retablo del altar mayor, de madera tallada. Durante la guerra civil española de 1936, el templo sufrió la destrucción de sus altares y la quema de imágenes.[3]

## Fiestas
- San Lorenzo Mártir, fiesta patronal del pueblo, celebrada cada 10 de agosto.
- Las fiestas en honor a la Virgen del Rosario, se celebran el 2 de octubre.
- También hay otros acontecimientos especiales por los que se reúne la gente del pueblo, como "Los Mayos" (víspera del 1 de mayo) y la Semana Santa con la elaboración de "la enramada".